# Rula

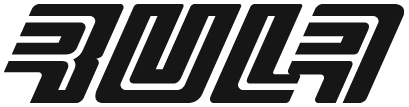
Логотип марки «Rula»

«Rula» (эст. Rula – скейтборд) — марка скейтбордов в СССР.
Производство первой в СССР роликовой доски под маркой «Rula» стартовало в начале 1980-х годов в Таллине. Появившись на прилавках магазинов (и несмотря на достаточно высокую стоимость в 50 рублей — практически половина средней месячной зарплаты), скейты сразу же стали дефицитным товаром, и поклонникам нового приходилось ездить за скейтом в Таллин из других городов.

## Устройство
Все модели «Rula» комплектовались плоской декой, не имеющей характерных для современных скейтбордов загнутых краев по её задней и передней сторонам (Kicktail). Эта особенность строения деки в совокупности с мягкими резиновыми элементами подвески и крупными колёсами делало «доску» подходящей больше для прямолинейной езды, нежели для трюков.

## Внешний вид
Существует несколько моделей «Rula», различающихся формой деки. Самая массовая модель — с вытянутой прямоугольной формой деки и скошенными углами, выпускалась в красных, синих и зелёных цветах. Другая модель имела более овальную форму деки и рисунок с антискользящим покрытием.